# Antun Mladen Vranješ
Antun Mladen Vranješ (Humac, Ljubuški, 20. svibnja 1943. – Split, 29. srpnja 1992.) bio je hrvatski i bosanskohercegovački pjesnik. Uređivao je splitski književni časopis "Vidik". Najpoznatija pjesma Antuna Mladena Vranješa je ''Mrtvom hrvatskom vojniku'', često se krasnoslovi na obljetnicama posvećenim poginulim  hrvatskim braniteljima.  

## Biografija
Antun Mladen Vranješ rođen je u Humcu, kralj Ljubuškoga. Diplomirao je hrvatski jezik na Pedagoškoj akademiji u Splitu. Poezijom se javio 1967. godine. Objavljivao je u : " Dubrovniku " ( Dubrovnik ), " Mladoj Hercegovini " ( Mostar ), " Mladom pedagogu " ( Split ) " Mostu " ( Mostar ), " Oggi e domani ( Pescara ), " Oku " ( Zagreb ), " Primorska sečanja ( Koper ), " Reviji " ( Osijek, Sisak ), " Slobodi " ( Mostar ), " Slobodnoj Dalmaciji " ( Split ), " Studentskom Listu " ( Zagreb ), " Svačiću " ( Zagreb ), " Telegramu " ( Zagreb ), " Vidiku " ( Split ), " Zadarskoj Reviji " ( Zadar ), te na radiu i televiziji. Bio je višegodišnji odgovorni urednik časopisa " Vidik ". 
Nagrađivan je nekoliko puta. Na " Goranovu proljeću " 1974. godine dodijeljena mu je druga nagrada " Matice Hrvatske " za poeziju. Poezija mu je prevedena na talijanski i slovenski jezik. 

## Djela
- Na zapanjenoj obali (pjesme, 1976.)
- Nevine travke (pjesme, 1977.)
- Sapeta jedra (pjesme, 1979.)
- Osušnica zemlje (pjesme, 1986.)
- Pružene ruke (pjesme, 1992.)

## Ulica Antuna Mladena Vranješa
U čast pjesniku Vranješu, 2015. godine imenovana je jedna ulica u Ljubuškom " Ulicom Antuna Mladena Vranješa ".